# Некрасовский мост (Курган)
Некрасовский мост — автодорожный путепровод в городе Кургане, Россия.

## Описание
Транспортный путепровод над южной веткой Транссибирской магистральной железной дороги. Соединяет центр города с районами Северный, Заозёрный и Рябково. Магистраль к югу от моста носит название улицы Пролетарской, к северу — проспекта Машиностроителей. По мосту до 2015 года проходила линия троллейбуса.
Название моста связано с примыканием около него к проспекту Машиностроителей улицы Некрасова.
В официальных документах называется виадук.
Южная часть моста находится на территории бывшего Троицкого кладбища.

## История
- 16 мая 1955 года начато строительство путепровода через железнодорожную магистраль.
- 11 февраля 1957 года открыто движение по путепроводу.
- В феврале 1977 года путепровод разрушил сошедший с рельсов железнодорожный состав, сбив опоры. Обломки заблокировали Южно-Уральскую железную дорогу (Транссибирскую магистраль). Они были взорваны, при этом без стекол остались окна в домах, расположенных поблизости. Рядом с новым мостом сохранился старый пешеходный переход. По нему переправлялись через пути, пока виадук строили заново. Новый мост строили в 1977–1978 годах. Сооружение опор, монтаж и объединение балок пролётных строений велись в холода, при отрицательных температурах[2].
- К 6 февраля 2008 года в честь празднования 65-летия Курганской области на путепроводе городские электрические сети развесили электрические гирлянды белого, синего и красного цветов (цвета российского флага). Всего было использовано 13 тыс. светодиодных лампочек. Срок горения ламп составляет 30 тыс. часов, их используют только по праздникам. На материалы гирлянды энергетики затратили свыше 5 млн рублей[3].
- В августе 2017 года проведён ремонт. Всего было отремонтировало более 9 тыс. квадратных метров путепровода, для чего потребовалось 2 тыс. 163 тонны асфальтобетонной смеси. Контракт с МУП «СДП» был заключен 18 августа 2017 года. Работы, завершившиеся 25 августа, обошлись почти в 9,5 млн рублей[4].
- В сентябре 2019 года на пешеходной зоне моста для обеспечения безопасности пешеходов закрыли сквозные отверстия в тротуаре железными плитами. Подрядчик — ИП Абылканов Кдоре Амангельдинович. Экспертизу состояния путепровода провела проектно-исследовательская фирма «Пик». Эксперты зафиксировали, что ограждения на мосту не обеспечивают нормативную безопасность движения. Тротуары на путепроводе нуждаются в ремонте. Консоли тротуарных плит повреждены, подвержены разрушению, разрушено более половины крайних тротуарных плит, имеются разрушения бетона на всю толщину с обнажением арматурных сеток. Кроме того, в тротуарных плитах обнаружены сквозные отверстия, что делает передвижение пешеходов опасным. Железобетон тротуаров подвержен значительному разрушению из-за низкой морозостойкости, найдены сколы, открытая арматура, полная потеря бетоном прочности в отдельных местах. Перильные ограждение тоже нуждаются в ремонте. Водоотвод не отвечает требованиям. Полотно на проезжей части по критериям безопасности и долговечности оценивается как неудовлетворительное и требующее переобустройства. Власти Кургана пытались найти подрядчика, готового отремонтировать мост за семь миллионов рублей, но на аукцион не заявился ни один участник. Новые торги объявят в 2020 году[5].
- 10 апреля 2022 года подрядчик, ООО «АЛЬФА СТРОЙ», приступил к выполнению работ по ремонту путепровода «Некрасовский» по ул. Пролетарской. В рамках муниципального контракта предусмотрены работы по ремонту опор, пролетных строений, лестничных сходов. Также запланирована замена барьерного и перильного ограждений на пролетном строении, ремонт тротуаров и дорожной одежды на мостовом полотне. Было принято решение не закрывать путепровод для движения. Работы будут проводиться подрядчиком поочередно по полосам движения. Сумма муниципального контракта составляет порядка 55 млн. руб. Срок окончания работ – 15 октября 2022 года[6][7][8][9]. В связи с ремонтом Некрасовского путепровода движение по мосту временно закрыто  с 6:00 2 июля 2022 года[10]. Открытие запланировано 26 августа 2022 года.
- В ночь с 25 на 26 августа 2022 года было возобновлено движение для легкового транспорта по реверсивной схеме[11].
- С 8 ноября 2022 года было возобновлено движение автобусов[12].